# Rurzyca (województwo zachodniopomorskie)
Rurzyca (do 8 maja 1954 Rörchen) – wieś sołecka w Polsce, położona w województwie zachodniopomorskim, w powiecie goleniowskim, w gminie Goleniów.
Położona na zachód od drogi ekspresowej S3, przy drodze Goleniów – Kliniska, na skraju Puszczy Goleniowskiej. W 2009 roku liczyła 654 mieszkańców.
| SIMC    | Nazwa        | Rodzaj    |
| ------- | ------------ | --------- |
| 0775534 | Dobroszyn    | część wsi |
| 0775540 | Warcisławiec | część wsi |

W latach 1975–1998 miejscowość położona była w województwie szczecińskim.
Znajduje się tutaj kościół wybudowany w roku 1906 z czerwonej cegły, w stylu neogotyckim. Szczególnie ciekawe są dębowe drzwi wejściowe i ich dekoracyjne elementy metalowe. Kościół ma budowę salową z wyraźnie wydzielonym prezbiterium (ciekawe jest to, że znajduje się ono od strony zachodniej). Wyposażenie kościoła pochodzi głównie z okresu polskiego. Na uwagę zwracają okna witrażowe. Niektóre otwory okienne zostały zamurowane. Na niewysokiej dwuspadzistej wieży znajdują się dwa dzwony żeliwne z 1870 r. Inne zabytki to domy ryglowe i murowane.
Po II wojnie światowej wieś została zasiedlona repatriantami z dawnych Kresów Wschodnich II Rzeczypospolitej, w tym większości pochodzącymi ze wsi Liczkowce. Jedna z rodzin przechowała tablicę z przedwojennej siedziby urzędu gminy Liczkowce, która obecnie znajduje się w izbie pamięci Rady Miejskiej Goleniowa.
Wieś utworzona w 1975 r. z domów wsi Rurzyca, Dobroszyn (dawniej Klein Sophienthal) i Warcisławiec (dawniej Gross Sophienthal). Historia trzech pierwszych wsi jest podobna. Jedynie historia Rurzycy sięga czasów odleglejszych, gdyż osadnictwo na tych ziemiach rozwinęło się już w XIII wieku i było związane z klasztorem w Kołbaczu. Wszystkie miejscowości zostały założone w połowie XVIII wieku na planie ulicówek, a ich założycielem było państwo pruskie. Wieś Sophienthal zostaje zasiedlona przez osadników holenderskich, zaś na terenie Rörchen powstaje folwark. Folwark należał przez pewien czas do rodziny von Dommow, von Hiligendorf i Itzige (rodzina żydowska), a w 1822 r. przejęła go rodzina von Borgstede, która władała nim do rozpoczęcia II wojny światowej. W dawnej Rurzycy znajdował się kościół ewangelicki z cmentarzem, wiatrak, dwór i szkoła, zaś w Dobroszynie kościół i cmentarz. Obecnie żadna z tych budowli się nie zachowała, chociaż ze starej zabudowy pozostało kilkanaście ciekawych domów mieszkalnych. Na szczególną uwagę zasługują domy ryglowe i niektóre już murowane, stylizowane na dworki.
We wsi znajduje się leśniczówka Lubczyna, zakłady przemysłu wędliniarskiego „Farmer”, zakład produkcji flag, stacja paliw. Wieś Rurzyca rozbudowuje się w kierunku północnym (Warcisławiec) oraz południowym (Kliniska Wielkie).